# Соль (міфологія)

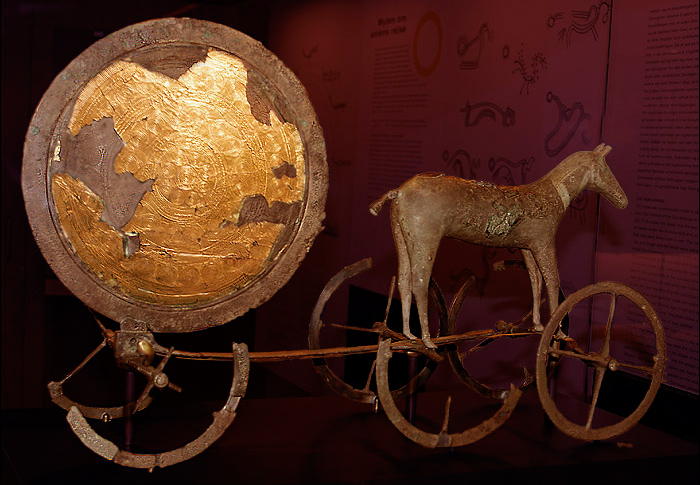
Сонячний візок (дан. Solvognen) — мініатюрне скульптурне зображення воза епохи бронзової доби: візок з позолоченим сонячним диском

Соль або Суль — у германо-скандинавській міфології богиня Сонця. Донька Мундільфарі, сестра бога Місяця Мані, дружина звичайного чоловіка Глена. Згідно з «Молодшою Еддою», Соль та Мані були відправлені богами на небо за свою пихатість. Богині Соль було наказано правити колісницею з двома кіньми. За повір'ям, коли Соль виїжджає на ній, то освічує все навколо магічними іскрами, що вилітають з Муспельхейму. Рухатися вперед її змушують вовки-велетні й один з них, Фенрір, перед Раґнарьоком, вирішальною битвою в кінці світу, повинен за легендами поглинути богиню.